# Arthur D. Levinson
Arthur D. Levinson (Seattle, 31 marzo 1950) è un manager statunitense, attuale amministratore delegato di Calico, società del gruppo Alphabet Inc., e presidente di Apple Inc. dal 2011.
È stato amministratore delegato dal 1995 al 2009 e presidente dal 1999 al 2014 di Genentech.
Oltre a ricoprire un ruolo nel consiglio di Apple Inc. dal 2000 a oggi, Levinson fa parte del consiglio di amministrazione del Broad Institute (affiliato con il MIT e di Harvard). In precedenza, Levinson ha fatto parte del consiglio di amministrazione di Hoffmann-La Roche (2010-2014), NGM Biopharmaceuticals (2009-2014) e Amyris Biotechnologies (2009-2014). Attualmente fa parte anche del Consiglio di consulenti scientifici del Memorial Sloan Kettering Cancer Center, il Consiglio della Industrial Advisory California Institute for Quantitative Biosciences (QB3), il Consiglio consultivo dell'Università di Princeton Dipartimento di Biologia Molecolare e il Consiglio consultivo della Lewis-Sigler Institute for Integrative Genomics. È autore o coautore di oltre 80 articoli scientifici ed è stato un inventore di nome di 11 brevetti negli Stati Uniti.

## Biografia
Discendente da una famiglia ebrea e figlio di Malvina e Sol Levinson, ha conseguito la laurea all'University of Washington di Seattle nel 1972 e un dottorato di ricerca in biochimica presso la Princeton University nel 1977. Successivamente ha ottenuto un'esperienza post-dottorato con Michael Bishop e Harold Varmus presso il Dipartimento di Microbiologia dell'Università della California, San Francisco, dove è stato notato da Herb Boyer, che lo ha assunto per lavorare in Genentech.
Il 17 dicembre 1978 è sposato con Rita May Liff, avendo poi da lei due figli.
Nel 1980 Arthur Levinson è stato assunto da Genentech come ricercatore ed è diventato Vice Presidente per la ricerca tecnologica nel 1989, Vice Presidente della ricerca nel 1990, Senior Vice Presidente della ricerca nel 1992 e Senior Vice President della ricerca e sviluppo nel 1993, per essere poi nominato amministratore delegato e presidente nel 1999. Nello stesso anno, Levinson ha ricevuto il premio Corporate Leadership Award dell'Irvington Institute  ed è stato premiato con il Corporate Leadership Award dalla National Breast Cancer Coalition.
È stato inoltre inserito nella Biotech Hall of Fame al Biotech riunione dei CEO del 2003. BusinessWeek lo ha nominato uno dei migliori manager dell'anno nel 2004 e nel 2005, mentre è stato nominato Miglior CEO dell'America nella categoria biotech dal 2004 al 2007. Ha fatto peraltro parte del consiglio di amministrazione di Google dal 2004 al 2009.
Nel 2006, la Princeton University gli ha assegnato la medaglia James Madison per una brillante carriera nella ricerca scientifica e nel settore delle biotecnologie. Sempre nel 2006, Barron ha riconosciuto Levinson come uno dei "CEO più rispettati del mondo" e la Best Practice Institute ha posto Levinson sulla sua lista dei "Top 25 amministratori delegati". Nel 2008 Levinson è stato eletto Fellow della American Academy of Arts and Sciences e Glassdoor lo ha valutato come il "più bello" CEO del 2008 con un indice di gradimento del 93%.
Nel 2010, la Biotechnology Industry Organization ha riconosciuto a Levinson il Biotechnology Heritage Award, mentre il San Francisco Exploratorium gli ha concesso il Director's Award.
Il 15 novembre 2011 Levinson è stato nominato presidente del consiglio di Apple, in sostituzione di Steve Jobs. Il suo compenso totale per il 2012 come presidente è stato di $ 457 222.
Il 18 settembre 2013 Levinson è stato nominato amministratore delegato di Calico, azienda del gruppo Alphabet.
Nel 2014 ha ricevuto l'Alumnus Summa Laude Dignatus Award presso l'Università di Washington, il più alto riconoscimento che viene conferito a un laureato di tale Università.